# Нижньояблунська сільська рада
Нижньояблунська сільська рада — колишній орган місцевого самоврядування у Турківському районі Львівської області. Адміністративний центр — село Нижня Яблунька.

## Загальні відомості
Нижньояблунська сільська рада утворена в 1940 році. Водоймища на території, підпорядкованій даній раді: річка Яблунька.

## Населені пункти
Сільській раді підпорядковані населені пункти:
- с. Нижня Яблунька

## Склад ради
Рада складається з 16 депутатів та голови.

### Керівний склад попередніх скликань
| ПІБ                          | Основні відомості                                                               | Дата обрання | Дата звільнення |
| ---------------------------- | ------------------------------------------------------------------------------- | ------------ | --------------- |
| Мишковський Іван Миколайович | Сільський голова, 1949 року народження, безпартійний                            | 26.03.2006   | 01.11.2007      |
| Хорт Василь Дмитрович        | Сільський голова, 1970 року народження, освіта середня спеціальна, безпартійний | 16.03.2008   | 31.10.2010      |
| Хорт Василь Дмитрович        | Сільський голова, 1970 року народження, освіта середня спеціальна, безпартійний | 31.10.2010   |                 |

Примітка: таблиця складена за даними джерела